# Macroparalepis nigra
Macroparalepis nigra är en fiskart som först beskrevs av Maul, 1965.  Macroparalepis nigra ingår i släktet Macroparalepis och familjen laxtobisfiskar. Inga underarter finns listade i Catalogue of Life.